# Kapelle Oberleibnig

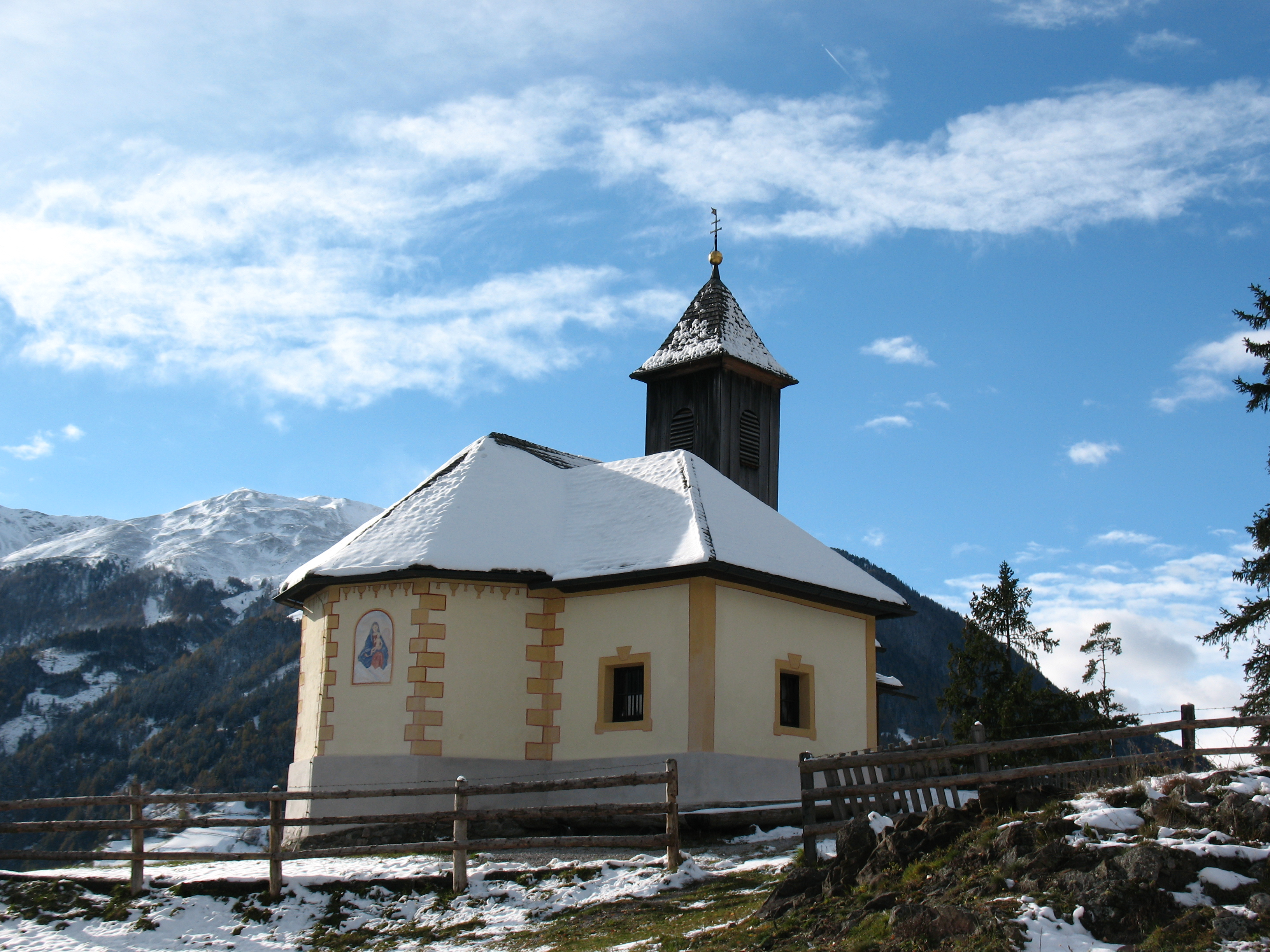
Katholische Kapelle Maria Schnee in Oberleibnig

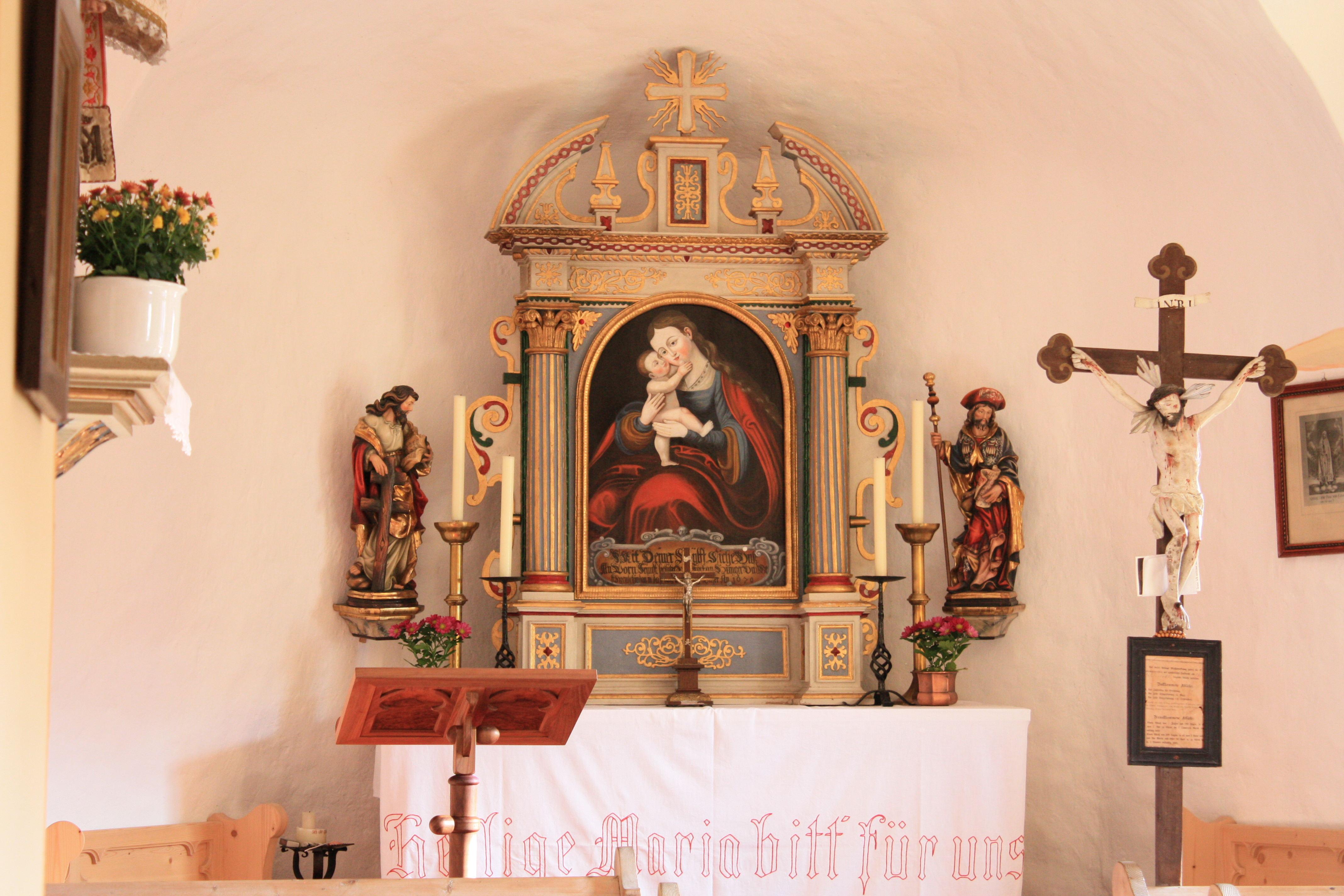
Altar

Die Kapelle Oberleibnig steht südlich des Dorfes Oberleibnig in der Gemeinde St. Johann im Walde im Bezirk Lienz im Bundesland Tirol. Die dem Patrozinium Maria Schnee unterstellte römisch-katholische Kapelle gehört zum Dekanat Lienz der Diözese Innsbruck. Die Kapelle steht unter Denkmalschutz (Listeneintrag).

## Geschichte
Der Kapellenbau aus dem 17. und 18. Jahrhundert wurde zum Beginn des 19. Jahrhunderts erneuert und erweitert.

## Architektur
Die Kapelle steht in reizvoller Lage auf einem vorgeschobenen, gegen das Tal hin steil abfallenden Felsen in 1230 m ü. A. Seehöhe.
Das Kapellenäußere mit einem hölzernen Vorbau ist wenig gegliedert und trägt einen Dachreiter. Das Kapelleninnere zeigt ein Langhaus mit einem weit hinten liegenden kleinen Fronbogen, der Chor unter einem Tonnengewölbe mit Stichkappen auf Konsolen schließt vierseitig. Es gibt eine Empore.

## Ausstattung
Der Altar im Stil der Neorenaissance zeigt das Altarbild Mariahilf und trägt die Figuren der Heiligen Philippus und Jakobus. Die barocke Ausstattung umfasst eine Madonna im Rosenkranz und einen Schutzengel.
Die Glocke goss Heinrich Reinhart 1604 und zeigt ein Wappen der Freiherren von Wolkenstein.